# Ордоньйо IV
Ордоньйо IV Злий (*Ordoño IV el Malo, бл. 926 —962) — король Леону у 958-960 роках.

## Життєпис
Походив з династії Астур-Леон. Син Альфонсо IV, син короля Леону і Галісії, та Онеки Памплонської. Про молоді роки та навчання немає достеменних відомостей.
Одружився з Урракою Фернандес, донькою Фернана Гонсалеса, графа Кастилії. У 958 році було зведено на престол своїм тестем Фернаном Кастильським замість Санчо I. Втім після поразки у червні 959 року від наваррців і арабів, які прийшли на допомогу Санчо I, Ордоньйо IV втік спочатку до Астурії, де намагався здобути підтримку знаті, але марно. Потім перебрався до Бургосу, столиці графства Кастилія. Там він кинув дружину і більше не міг розраховувати на допомогу графа Фернана.
У 961 році Ордоньйо IV перебрався до Кордови, де принижено просив допомоги у халіфа аль-Хакама II. Останній став готуватися до походу проти Леонського королівства. Втім незабаром зумів домовитися щодо виконання умов угоди, укладеної ще Абд ар-Рахманом III з Санчо I. В цих умовах Ордоньйо помер у 962 році, не отримавши жодної військової підтримки.